# Park Ji-sung
Park Ji-sung (en coreano: 박지성, pronunciación pak̚t͈ɕisʌŋ, Seúl, 25 de febrero de 1981) es un exfutbolista surcoreano. Se desempeñaba en la posición de centrocampista.
Inició su carrera deportiva en el año 2000 con el Kyoto Sanga, club con el que logró el ascenso a la J1 League y obtuvo la Copa del Emperador en 2002. Tras permanecer durante tres temporadas con el club japonés fue transferido al P. S. V. Eindhoven de los Países Bajos, consiguiendo cuatro títulos más.
Luego de su paso por el equipo eindohovense, fue traspasado al Manchester United, donde obtuvo once títulos a nivel nacional (cuatro Premier League, tres Copas de la Liga de Inglaterra y cuatro Community Shield) y dos a nivel internacional (una Liga de Campeones de la UEFA y una Copa Mundial de Clubes de la FIFA).
En junio de 2012 fue fichado por el Queens Park Rangers por una temporada. Con la selección de fútbol de Corea del Sur debutó el 5 de abril de 2000 y participó en tres Copas del Mundo y en tres ediciones de la Copa Asiática, así como la Copa FIFA Confederaciones 2001 y la Copa de Oro de la Concacaf 2002.

## Trayectoria

### Kyoto Sanga
Park comenzó a jugar fútbol durante su cuarto año de primaria. Asistió a la Escuela Secundaria Anyong y a la Escuela Secundaria Técnica de Suwon. Mientras estaba en la escuela, llamó la atención como uno de los jóvenes talentos más prometedores de Corea del Sur y fue observado por varios clubes. Era conocido por su excelente ritmo de trabajo, sus fascinantes regates y sus precisos pases. Sin embargo, su pequeño físico se convirtió en un punto débil cuando entró en la escuela secundaria. Su padre, Park Sung-jong, dejó su trabajo y abrió una carnicería por el sueño de su hijo. Sung-jong no sólo alimentaba a Park con diferentes tipos de carne, sino también con ranas, cuernos y sangre de ciervo, creyendo que eso aumentaría sus habilidades físicas.
Mientras estaba en el instituto, Park ayudó a su equipo de la escuela secundaria a ganar la competición del Festival Nacional de Deportes de Corea en 1998, aunque en ese momento fue rechazado por varios clubes profesionales y universidades debido a su pequeña estatura. Terminó jugando en la Universidad Myongji después de que Lee Hak-jong, su entrenador en el instituto, lo recomendara encarecidamente a Kim Hee-tae, el entrenador de la universidad. Park estaba inscrito en el club de tenis de la universidad en ese momento, porque el club de fútbol estaba lleno, así que Kim pidió ayuda al entrenador de tenis.
A partir de las vacaciones de invierno de su curso de secundaria, Park empezó a entrenar con el equipo de la universidad como miembro eventual. Unas semanas después, en enero de 1999, su equipo universitario tuvo la oportunidad de entrenar con el equipo olímpico de Corea del Sur. Tras una espléndida actuación, atrajo la atención de Huh Jung-moo, el entrenador del equipo nacional y olímpico de Corea del Sur. A partir de entonces, se convirtió en miembro preliminar del equipo olímpico y, finalmente, en miembro oficial de su plantilla. A sus 18 años, se creía que si Park no hubiera sido seleccionado para el equipo olímpico, sino que habría sido seleccionado para el equipo sub-20 en su lugar.
Esta selección fue tan inesperada para Park y otros, que se rumoreó que Huh lo seleccionó para cumplir una apuesta tras perder contra Kim Hee-tae en una partida de go. El 5 de abril de 2000, durante un partido de clasificación para la Copa Asiática contra Laos, Park debutó como miembro de la selección nacional, junto con Lee Chun-soo. En junio de ese mismo año, mientras era miembro de la selección nacional y estudiante de segundo año en la Universidad de Myongji, el Kyoto Sanga de Japón se interesó en él y lo fichó. En su primera temporada con el Kyoto Sanga marcó un gol en dieciséis encuentros, tanto en las copas nacionales como en la liga doméstica.
En la temporada 2001, su club se alzó con el título y logró el ascenso a la primera división tras culminar en la primera posición con ochenta y cuatro puntos. En la Copa del Emperador avanzaron hasta los octavos de final, siendo eliminados por el United Ichihara Chiba con marcador de 4:0. En la siguiente campaña, Park jugó veinticinco partidos de liga y aumentó su cuota goleadora anotando siete de los cuarenta y cuatro goles totales de su equipo, contribuyendo así a lograr la permanencia del club en la máxima división japonesa al finalizar en el sexto lugar con veinticuatro puntos. Esa misma temporada el Kyoto Sanga consiguió por primera vez en su historia el título de la Copa del Emperador, venciendo en la final con marcador de 2:1 al Kashima Antlers. Park anotó de cabeza el gol del empate transitorio gracias a una asistencia de su compañero Teruaki Kurobe.

### P. S. V. Eindhoven
El entrenador Guus Hiddink, tras la renuncia de la dirección técnica de la selección de fútbol de Corea del Sur después de la Copa Mundial de Fútbol de 2002, tuvo a su cargo la dirección del P. S. V. Eindhoven de los Países Bajos. Al conocer Hiddink el nivel de juego de los surcoreanos, decidió que el club neerlandés contratara a Park Ji-sung y su compañero de selección Lee Young-pyo. Mientras que Lee se convirtió rápidamente en una pieza fundamental en la alineación titular del equipo, Park se recuperaba de una lesión que había sufrido en la rodilla, por lo que solo llegó disputar ocho encuentros de liga sin marcar goles. A pesar de ello, se alzaron con el título de la Eredivisie al finalizar la temporada con ochenta y cuatro puntos. La siguiente temporada, el Eindhoven inició ganando el título de la Supercopa de los Países Bajos al vencer por marcador de 3:1 al F. C. Utrecht en el Ámsterdam Arena, con Park disputando los noventa minutos de juego.
En la liga doméstica marcó seis goles en veintiocho encuentros, finalizando su equipo en la segunda posición con setenta y cuatro puntos tras veintitrés victorias, cinco empates y seis derrotas, a seis puntos del líder Ajax de Ámsterdam. Entretanto, en la Copa de los Países Bajos solo disputó un encuentro, pues su club fue eliminado en los cuartos de final al caer por 1:0 ante el N. A. C. Breda. Todo lo contrario sucedió en la Liga de Campeones de la UEFA 2003-04 donde sí vio acción en más juegos, al estar presente en cinco encuentros de la primera fase, aunque fueron eliminados tras finalizar en la tercera posición en su grupo. Asimismo, esa misma temporada disputó la Copa de la UEFA 2003-04 avanzando hasta los cuartos de final tras haber eliminado previamente al Perugia Calcio de Italia y al A. J. Auxerre de Francia.
Con la salida de Arjen Robben al Chelsea F. C., antes del inicio de la temporada 2004-05, obtuvo más oportunidades de jugar. Junto a Johann Vogel, DaMarcus Beasley, Mark van Bommel y Phillip Cocu formaron la columna vertebral del equipo, siendo piezas fundamentales para la obtención del doblete. El P. S. V. Eindhoven consiguió su décimo octavo campeonato nacional con ochenta y siete unidades y la Copa de los Países Bajos venciendo en la final al Willem II Tilburgo por 4:0 con un gol de Park al minuto setenta y cuatro. También marcó otro gol en los octavos de final ante el Football Club Volendam. En la Liga de Campeones de la UEFA 2004-05 disputó trece encuentros y anotó dos goles, uno en la tercera ronda previa ante el Estrella Roja de Belgrado y otro ante el A. C. Milan en las semifinales.

### Manchester United

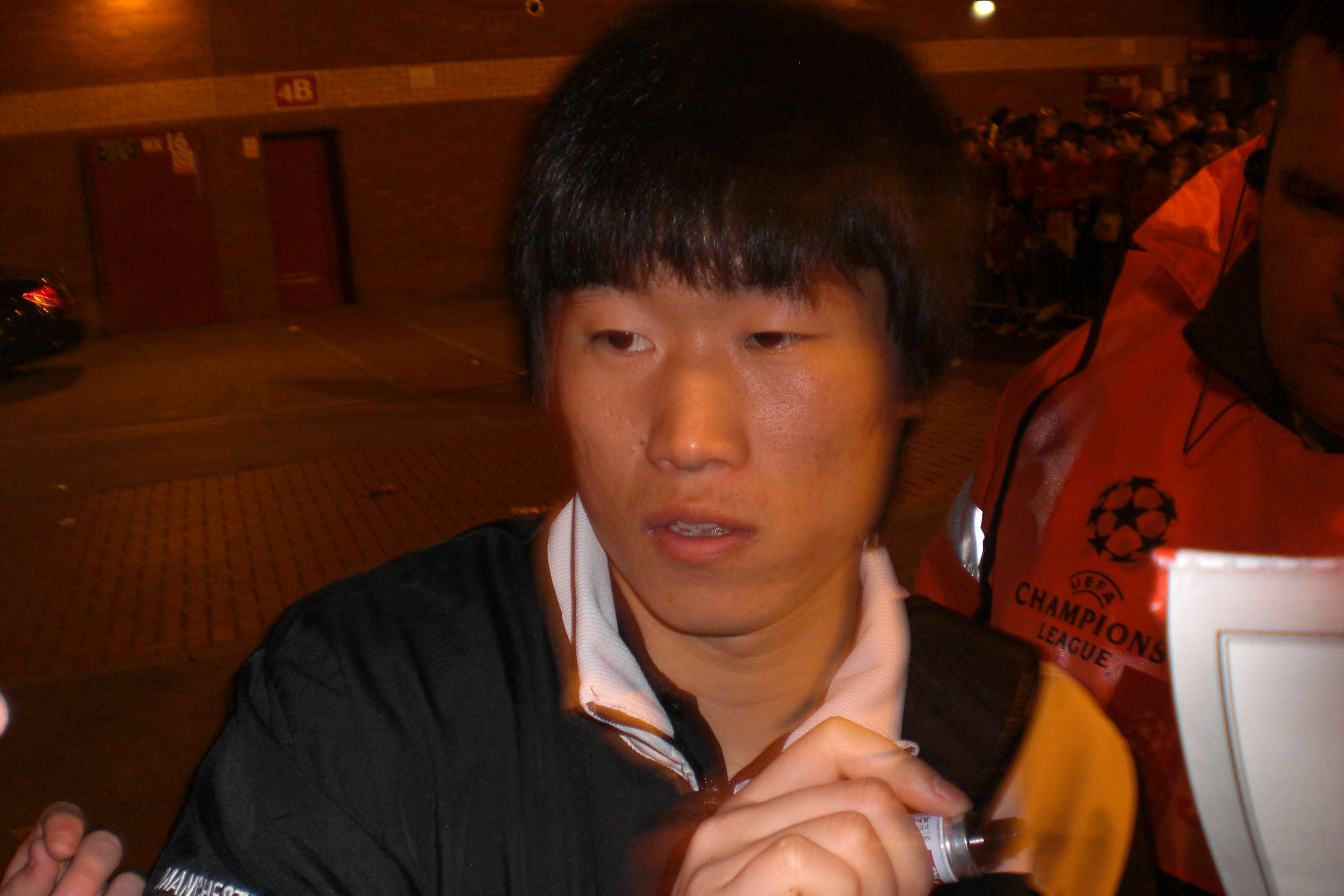
Park Ji-sung después del encuentro de vuelta ante el F. C. Barcelona en la Liga de Campeones de la UEFA 2007-08.

En junio de 2005, el Manchester United y el P. S. V Eindhoven llegaron a un acuerdo para el traspaso del futbolista. Aunque el monto de la operación no fue precisado, se estimó en cuatro millones de euros, sujeto a un examen médico y a un permiso de trabajo. De esta manera, se convirtió en el primer futbolista surcoreano en jugar en la Premier League. Su debut con los red devils se produjo el 9 de agosto de 2005, ingresando en el minuto sesenta y siete en la victoria por 3:0 sobre el Debreceni Vasutas en la tercera ronda previa de la Liga de Campeones de la UEFA 2005-06. También el 18 de octubre del mismo año se convirtió en el primer futbolista de origen asiático en ser capitán del Manchester United cuando ingresó en sustitución de Ryan Giggs en los minutos finales del encuentro ante el Lille.
En total disputó cinco encuentros de la fase de grupos, siendo eliminados tras finalizar en la última posición con seis puntos. En esta misma temporada, ganó su primer título con el Manchester: la Copa de la Liga de Inglaterra, luego de vencer en la final al Wigan Athletic por marcador de 4:0. En esta competición disputó tres encuentros y marcó un gol ante el Birmingham City en los cuartos de final. Por otro lado, su primer gol en la liga se creyó que había sido marcado el 5 de febrero de 2006 en la victoria sobre el Fulham F. C. por 4:2. Sin embargo, el Comité de Goles Dudosos de la Premier League determinó que se trataba de un gol en propia meta debido a un desvío del defensa Carlos Bocanegra, por lo que oficialmente su primera anotación la consiguió el 9 de abril ante el Arsenal F. C. en Old Trafford.
Entretanto, el Manchester United obtuvo en la liga el subcampeonato luego de finalizar en la segunda posición con ochenta y tres puntos. En su segunda temporada con el club de Mánchester, solo disputó veinte encuentros y marcó cinco goles. Esto se debió a que en abril de 2007 sufrió una lesión en la rodilla por lo que fue enviado a los Estados Unidos para que se le realizara una cirugía. A pesar de todo, contribuyó en la obtención del título de la Premier League tras veintiocho victorias, cinco empates y cinco derrotas; y al subcampeonato en la FA Cup al ser derrotados en la final por el Chelsea F. C. con marcador de 1:0. En la Liga de Campeones de esa misma temporada solo disputó un encuentro (victoria de 1:0 sobre el Lille Olympique), siendo eliminados en las semifinales.
Durante la campaña 2007-08, el Manchester revalidó su título obtenido en la temporada anterior en la Premier League con ochenta y siete puntos, dos más que el Chelsea que finalizó en la segunda posición. En la FA Cup 2007-08, avanzaron hasta los cuartos de final tras haber eliminado previamente al Aston Villa, Tottenham Hotspur y Arsenal. Mientras tanto, en la Liga de Campeones finalizó en el primer lugar de su grupo con dieciséis puntos, avanzando hasta los octavos de final donde vencieron por marcador global de 2:1 al Olympique de Lyon de Francia. En la siguiente fase se enfrentaron ante la A. S. Roma a la que derrotaron 2:0 en el encuentro de ida y 1:0 en el encuentro de vuelta. Luego superaron por 1:0 al F. C. Barcelona de España, y finalmente conquistaron su tercera Liga de Campeones en su historia al derrotar en la final al Chelsea por 6:5 en tanda de penales.

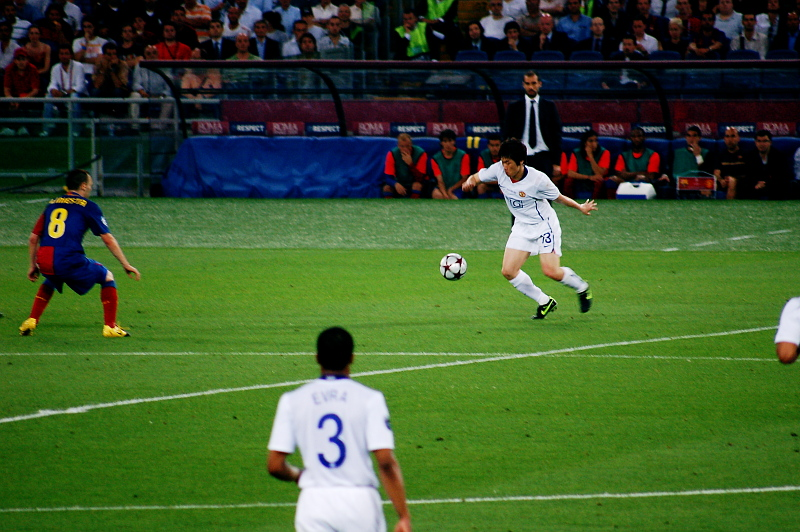
Park Ji-sung durante la Final de la Liga de Campeones de la UEFA 2008-09.

Las buenas actuaciones de Park en los encuentros ante la Roma y el Barcelona, hicieron pensar que se había ganado un lugar en la convocatoria para estar presente en la final y así convertirse en el primer asiático en disputarla, sin embargo, no fue incluido dentro de los futbolistas convocados. Días después Alex Ferguson declaró que dejar por fuera de la convocatoria a Park fue una de las decisiones más difíciles que tuvo que tomar a largo de su carrera como entrenador. El Manchester United inició la temporada 2008-09 logrando el título de la Community Shield luego de vencer 3:1 al Portsmouth F. C., aunque sin Park en el campo de juego.
El 21 de septiembre de 2008, fue elegido como el mejor jugador del partido al marcar el gol del empate ante el Chelsea (1:1). En diciembre de ese mismo año, fue incluido en la lista de los veintitrés futbolistas del Manchester que participaron en la Copa Mundial de Clubes de la FIFA en donde resultaron campeones al derrotar 5:3 al Gamba Osaka de Japón y 1:0 a la Liga Deportiva Universitaria de Ecuador. A nivel local, los red devils lograron el doblete, obtuvieron los títulos de la liga con noventa puntos, y la Copa de la Liga de Inglaterra venciendo en la final al Tottenham Hotspur por 4:1. El 14 de septiembre de 2009, renovó su contrato por tres años más con el United.
El 31 de enero anotó su primer gol de la temporada 2009-10, en la victoria por 3:1 sobre el Arsenal. El 10 de marzo, marcó su primer gol europeo de la presente campaña, anotando el tercer tanto en la victoria por 4:0 sobre el A. C. Milan. El 9 de mayo, durante la última jornada de la Premier League, anotó un gol en la victoria por 4:0 sobre el Stoke City. A pesar de que el Manchester obtuvo la victoria cómodamente, el Chelsea le arrebató el título de la liga gracias a su victoria por 8:0 sobre el Wigan Athletic, finalizando en el primer lugar de la tabla de posiciones con un solo punto de ventaja. El 8 de agosto de 2010 obtuvo su tercera copa de la Community Shield gracias a la victoria de su club por 3:1 sobre el Chelsea en el Estadio de Wembley, en el encuentro Park inició como titular pero fue sustituido por Nani al minuto 46.

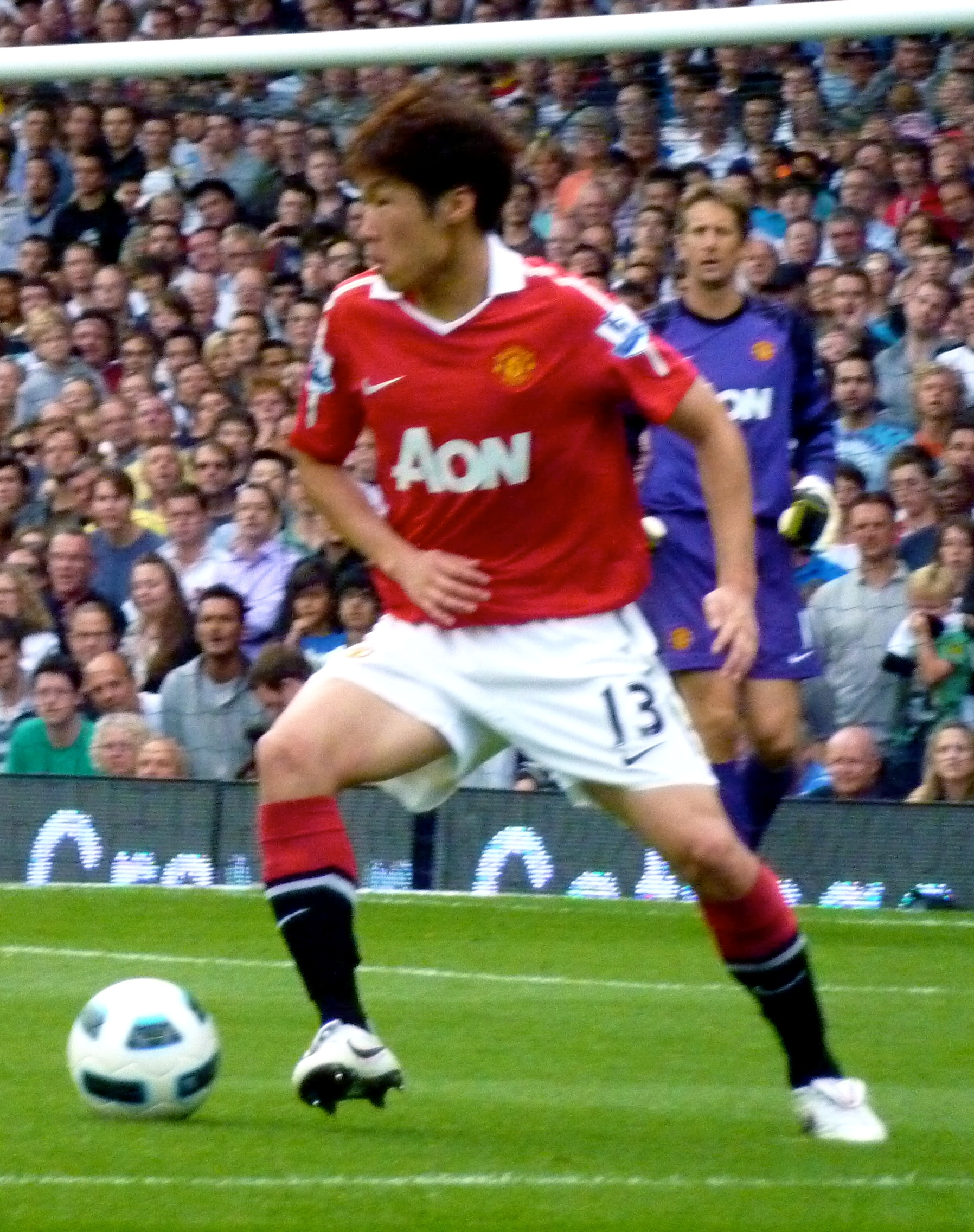
Park durante un encuentro ante el Fulham.

Su primer gol de la temporada 2010-11 lo marcó el 22 de septiembre de 2010 en el triunfo por 5:2 ante el Scunthorpe United en la tercera ronda de la Copa de la Liga de Inglaterra 2010-11. Nuevamente anotó un gol en esta competición en la cuarta ronda ante el Wolverhampton Wanderers, avanzando hasta los cuartos de final donde fueron eliminados por el West Ham United al caer por marcador de 4:0. Sus dos primeras anotaciones en la liga doméstica las consiguió el 6 de noviembre para darle el triunfo a su club por 2:1 sobre el Wolverhampton. El 27 de noviembre, marcó el segundo gol del United en la victoria en condición de local por 7:1 sobre el Blackburn Rovers.
Durante todo el mes de enero de 2011, Park tuvo que ausentarse del club para participar con su selección en la Copa Asiática 2011. A su regreso del torneo continental fue descartado por un mes debido a una lesión en el tendón de la corva que se produjo durante un entrenamiento. Hizo su regreso al primer equipo el 2 de abril ante el West Ham United. Diez días más tarde regresó a la alineación titular y anotó un gol para derrotar al Chelsea F. C. por 2:1 en el encuentro de vuelta de los cuartos de final de la Liga de Campeones de la UEFA. Finalmente el United fue el subcampeón del torneo tras ser derrotados en la final por el F. C. Barcelona. Su último gol de la temporada lo marcó el 22 de mayo de 2011 en la victoria por 4:2 ante el Blackpool F. C. en el último encuentro de la liga, consiguiendo de esta manera su cuarto título de Premier League y el decimonoveno del club.
La siguiente temporada, el Manchester la inició ganando el título de la Community Shield al derrotar por marcador de 3:2 a su rival de ciudad, el Manchester City en el Estadio de Wembley. En las copas nacionales Park disputó cuatro encuentros y marcó un gol ante el Liverpool F. C. en los dieciseisavos de final de la FA Cup 2011-12. En la liga inglesa anotó dos goles en diecisiete encuentros, finalizando su equipo en la segunda posición con ochenta y nueve puntos tras veintiocho victorias, cinco empates y cinco derrotas, la misma cantidad de puntos del Manchester City pero con una peor diferencia de goles. En la Liga de Campeones de la UEFA 2011-12 estuvo presente en cuatro encuentros de la primera fase, aunque fueron eliminados tras finalizar en la tercera posición en su grupo. Esa misma temporada disputó la Liga Europa de la UEFA avanzando hasta los octavos de final tras haber eliminado en la ronda anterior al Ajax de Ámsterdam.

### Queens Park Rangers y regreso a Eindhoven
El 6 de junio de 2012 el Queens Park Rangers y el Manchester United llegaron a un acuerdo para traspasar al volante surcoreano al club londinense por una suma cercana a los 5 millones de libras. Con el conjunto londinense debutó el 18 de agosto en la derrota de su club por 5:0 ante el Swansea City. Durante la temporada 2012-13 disputó un total de veinte encuentros en la liga, aunque sin marcar goles. El Queens Park tuvo una muy mala campaña, solo sumó veinticinco puntos producto de cuatro victorias, trece empates y veintiún derrotas, finalizó en el 20.° puesto por lo que tuvo que descender a la Football League Championship.
En la FA Cup se enfrentaron en los treintaidosavos de final al West Bromwich Albion venciéndolo por 1:0, en la siguiente fase cayeron derrotados por 4:2 ante el Milton Keynes Dons. Mientras que en la Copa de la Liga de Inglaterra, tras haber derrotado previamente al Walsall por marcador de 3:0, avanzaron hasta la tercera ronda siendo eliminados por el Reading por 3:2. El 8 de agosto de 2013, se confirmó su regreso por una temporada al P. S. V. Eindhoven de los Países Bajos. Su presentación oficial se realizó dos semanas más tarde en el empate 1ː1 ante el A. C. Milan en la cuarta ronda previa de la Liga de Campeones de la UEFA 2013-14. Durante esta temporada Park disputó veintitrés encuentros y anotó dos goles en la liga y el P. S. V. Eindhoven ocupó la cuarta posición con cincuenta y nueve puntos. A nivel internacional, además de la Liga de Campeones también participó en la Liga Europa de la UEFA donde su club fue eliminado en la fase de grupos tras finalizar en la tercera posición con siete puntos (dos victorias y un empate). El 14 de mayo de 2014, anunció su retiro del fútbol profesional debido a las constantes lesiones que sufre en la rodilla derecha.

## Selección nacional
Park Ji-sung comenzó su participación en la selección surcoreana con la categoría sub-23 en los Juegos Olímpicos de Sídney 2000. Disputó los tres encuentros de la primera fase como titular, aunque no lograron avanzar a la siguiente ronda. Con la selección absoluta fue internacional en cien ocasiones y marcó trece goles. Su debut se produjo el 5 de abril de 2000 en un encuentro por las eliminatorias para la Copa Asiática ante la selección de Laos que finalizó con marcador de 9:0 a favor de los surcoreanos. Tras finalizar la etapa clasificatoria, Corea del Sur formó parte del grupo B junto con los seleccionados de China, Indonesia y Kuwait. Durante la primera ronda solo llegó a disputar dos encuentros: el primero de ellos en el empate 2:2 ante China, ingresando en el minuto sesenta y uno, y el segundo en la victoria por 3:0 sobre Indonesia. Park nuevamente vio acción en los cuartos de final ante Irán venciéndolos por 2:1.
En la siguiente ronda fue alineado como titular, aunque su selección fue derrotada 2:1 por Arabia Saudita, por lo que tuvieron que conformarse con disputar el encuentro por el tercer lugar, en el cual lograron la victoria por la mínima diferencia ante China. En la Copa FIFA Confederaciones 2001, estuvo presente en los tres encuentros que disputó su selección, al ser eliminados en la primera fase por diferencia de goles. En 2002, la selección surcoreana fue invitada para participar en la Copa de Oro de la Concacaf. Park fue incluido en el once titular en la derrota por 1:0 ante Estados Unidos y en el empate 0:0 ante Cuba. También disputó el encuentro en el que vencieron 4:2 en tiros desde el punto penal a México en los cuartos de final. Ese mismo año formó parte de la plantilla que disputó la Copa Mundial de Fútbol de 2002, siendo incluido en el once titular durante los tres encuentros de la fase de grupos y además marcó el gol del triunfo por 1:0 sobre Portugal.
En los octavos de final, Corea del Sur recibió en el Estadio Mundialista de Daejeon al seleccionado de Italia que había finalizado segundo en el grupo G. Tras anotar un gol al minuto 18 los italianos dominaron la mayor parte del encuentro, sin embargo, Seol Ki-hyeon marcó el gol del empate a falta de dos minutos para la culminación del encuentro, obligando a disputar el tiempo extra donde los surcoreanos se pusieron arriba del marcador gracias a una anotación de Ahn Jung-hwan. En la siguiente fase enfrentaron a España. En este encuentro, al culminar el tiempo reglamentario y el tiempo extra con marcador de 0:0, se decidió el ganador mediante tiros desde el punto penal. Park fue designado como segundo lanzador, convirtiendo el gol tras superar a Iker Casillas con un fuerte remate. Finalmente derrotaron a España por 5:3, avanzando hasta las a las semifinales donde fueron eliminados por Alemania al caer por 1:0.
Fue nuevamente convocado a la selección para participar en la Copa Asiática 2004. No obstante, no fue tomado en cuenta para disputar el primer encuentro del grupo B, aunque estuvo presente en las victorias ante los Emiratos Árabes Unidos y Kuwait por 2:0 y 4:0 respectivamente, y en la derrota ante Irán por 4:0 en los cuartos de final. En la Copa Mundial de Fútbol de 2006, Corea del Sur integró el grupo G junto a Francia, Suiza y Togo. Park fue titular durante los tres encuentros y anotó un gol en el empate 1:1 ante Francia. A pesar de todo no lograron igualar la gran actuación del mundial pasado y fueron eliminados en la primera ronda tras finalizar en el tercer lugar de su grupo con cuatro puntos.

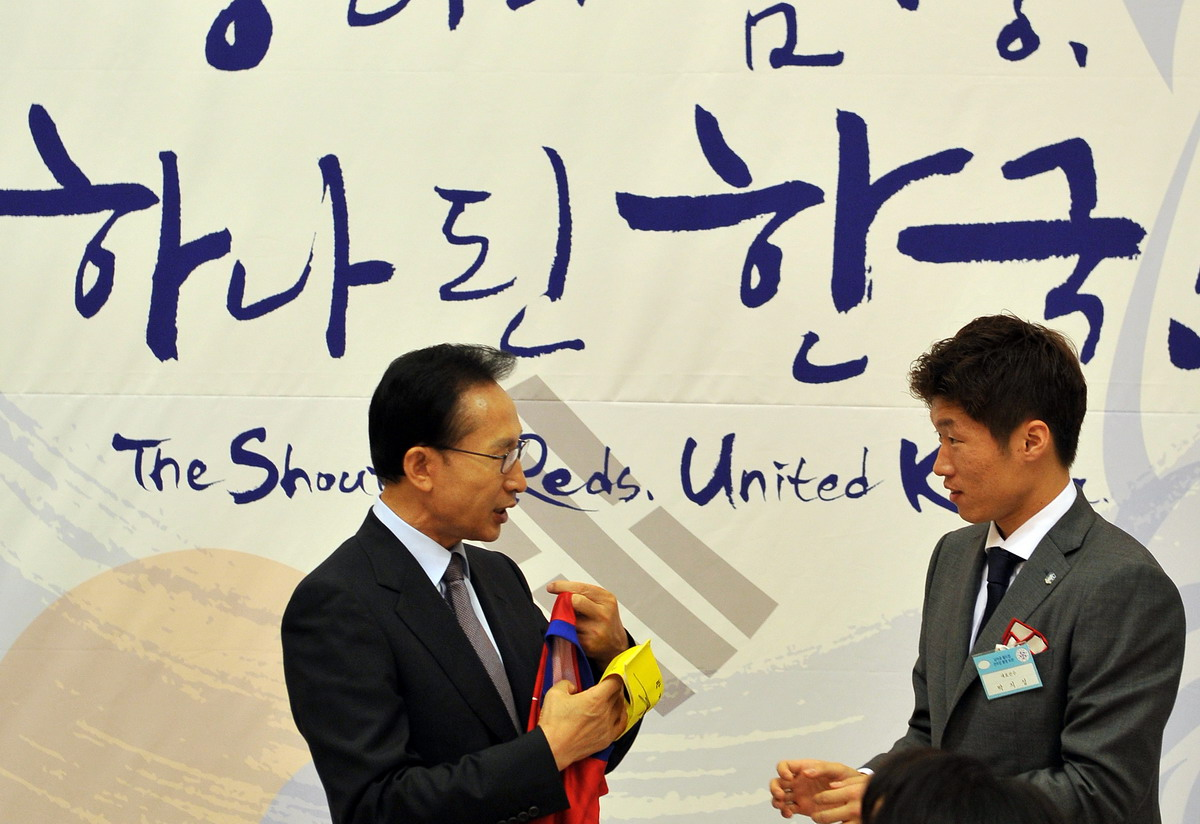
Park junto con el presidente surcoreano Lee Myung-bak durante una ceremonia en la Casa Azul.

Durante las eliminatorias para la Copa Mundial de Fútbol de 2010 estuvo presente en once de los catorce encuentros que disputó su selección, además marcó cinco goles. El 12 de junio de 2010 durante el primer encuentro del grupo B entre Corea del Sur y Grecia marcó su tercer gol consecutivo en un mundial al anotar el segundo gol de su selección en la victoria por 2:0, dicho gol le valió para ser elegido como el jugador del partido, además se convirtió en el tercer futbolista asiático en marcar tres goles en la historia de las Copas Mundiales junto con su compatriota Ahn Jung-hwan y el saudí Sami Al-Jaber.
Luego los surcoeranos fueron derrotados por Argentina 4:1 y empataron con Nigeria 2:2, en este encuentro Park fue nuevamente elegido como el jugador del partido, sumando un total de cuatro puntos que les sirvieron para avanzar a los octavos de final siendo eliminados de la competencia por la selección de Uruguay al caer 2:1. Antes del inicio de la Copa Asiática 2011 su padre Park Sung-jong declaró en una entrevista que su hijo tenía previsto poner fin a su carrera con el seleccionado nacional después de la competición. Park fue nombrado capitán y viajó junto con sus compañeros de equipo a Catar el 26 de diciembre de 2010. El 25 de enero de 2011 disputó su encuentro número cien con la selección durante las semifinales ante Japón. Sin embargo, fueron eliminados del torneo al ser derrotados por 3:0 en tanda de penales. Seis días más tarde hizo oficial su retiro de la selección de manera definitiva para darle la oportunidad a futbolistas más jóvenes.

### Participaciones en Copas del Mundo
| Copa                           | Sede                  | Resultado        |
| ------------------------------ | --------------------- | ---------------- |
| Copa Mundial de Fútbol de 2002 | Corea del Sur y Japón | Cuarto lugar     |
| Copa Mundial de Fútbol de 2006 | Alemania              | Primera fase     |
| Copa Mundial de Fútbol de 2010 | Sudáfrica             | Octavos de final |

### Participaciones en Copas de Asia
| Copa               | Sede   | Resultado        |
| ------------------ | ------ | ---------------- |
| Copa Asiática 2000 | Líbano | Semifinal        |
| Copa Asiática 2004 | China  | Cuartos de final |
| Copa Asiática 2011 | Catar  | Semifinal        |

### Participaciones en Copas Confederaciones
| Copa                      | Sede                  | Resultado    |
| ------------------------- | --------------------- | ------------ |
| Copa Confederaciones 2001 | Corea del Sur y Japón | Primera fase |

## Estilo de juego
En el Manchester United, Park recibió muchos elogios por su velocidad, sus movimientos sin balón, su ritmo de trabajo y su energía, lo que le llevó a jugar en todo el centro del campo, en la contención, en el área o en cualquiera de las dos bandas, donde actuaba como extremo defensivo, presionando intensamente a los jugadores contrarios. También era capaz de jugar como centrocampista ofensivo, o incluso en un papel más avanzado como segundo delantero en ocasiones. Además, Park era conocido como un jugador de grandes partidos, ya que Alex Ferguson lo utilizaba a menudo en partidos importantes o en partidos europeos en los que había un énfasis extra en el trabajo defensivo.
En su autobiografía de 2013, I Think, Therefore I Play, el centrocampista italiano Andrea Pirlo escribió que Park, que fue desplegado para marcarle en los partidos tanto del P. S. V. Eindhoven como del Manchester United en la Liga de Campeones, fue el único jugador al que no pudo superar. Pirlo escribió sobre Park: «El centrocampista debió de ser el primer surcoreano de potencia nuclear de la historia, en el sentido de que corría por el campo a la velocidad de un electrón».
En mayo de 2020, su excompañero de equipo Wayne Rooney dijo que Park era tan importante para el Manchester United de 2006-2009 como él y Cristiano Ronaldo, comentando: «Es una locura, pero si mencionas a Cristiano Ronaldo a un niño de 12 años, te dirá inmediatamente: 'Sí, fue un jugador brillante para el Manchester United'. Pero si le dices 'Park Ji-sung' puede que no sepan quién es. Sin embargo, todos los que hemos jugado con Park sabemos que fue casi tan importante para nuestro éxito. Eso es por lo que Park dio al colectivo y quiero hablar de equipos. Ellos –no las estrellas– son lo más importante en el deporte. La gente dice que nuestro equipo del United tenía todos esos grandes jugadores. En realidad, nuestra mayor fuerza era como una pura máquina de contraataque. Nos sentábamos atrás en nuestra forma, ganábamos el balón y simplemente íbamos. Park o Fletcher –o ambos– siempre participaban. Eran vitales para nosotros. Jugadores como yo, Ronaldo o Tévez acaparaban los titulares, pero ellos [Park y Fletcher] eran tan importantes como nosotros, si no más, por lo que hacían por el equipo. Eso lo sabíamos dentro del vestuario, y también que, como eran tan buenos sacrificándose, a menudo se pasaba por alto su verdadera calidad individual».
En el documental de Prime Video Sir Alex Ferguson: Never Give In (2021), Ferguson dijo que no sustituir a Park en el descanso de la final de la Liga de Campeones de 2011 contra el Barcelona «fue un error» y que, si hubiera puesto a Park específicamente para marcar a Lionel Messi, creía que habrían ganado ese partido.

## Estadísticas

### Clubes
| Kyoto Sanga Japón                 | 1.ª             | 2000            | 13  | 1  | 3  | 0  | 0  | 0   | 16  | 1    | 0.06 |
| Kyoto Sanga Japón                 | 2.ª             | 2001            | 38  | 3  | 2  | 0  | 0  | 0   | 40  | 3    | 0.08 |
| Kyoto Sanga Japón                 | 1.ª             | 2002            | 25  | 7  | 4  | 1  | 0  | 0   | 29  | 8    | 0.28 |
| Kyoto Sanga Japón                 | Total club      | Total club      | 76  | 11 | 9  | 1  | 0  | 0   | 85  | 12   | 0,14 |
| P. S. V. Eindhoven · Países Bajos | 1.ª             | 2002-03         | 8   | 0  | 0  | 0  | 0  | 0   | 8   | 0    | 0    |
| P. S. V. Eindhoven · Países Bajos | 1.ª             | 2003-04         | 28  | 6  | 2  | 0  | 10 | 0   | 40  | 6    | 0.15 |
| P. S. V. Eindhoven · Países Bajos | 1.ª             | 2004-05         | 28  | 7  | 3  | 2  | 13 | 2   | 44  | 11   | 0.25 |
| P. S. V. Eindhoven · Países Bajos | Total 1.ª etapa | Total 1.ª etapa | 64  | 13 | 5  | 2  | 23 | 2   | 92  | 17   | 0.18 |
| Manchester United Inglaterra      |                 |                 |     |    |    |    |    |     |     |      |      |
| 1.ª                               | 2005-06         | 33              | 1   | 5  | 1  | 6  | 0  | 44  | 2   | 0.05 |      |
| 1.ª                               | 2006-07         | 14              | 5   | 5  | 0  | 1  | 0  | 20  | 5   | 0.25 |      |
| 1.ª                               | 2007-08         | 12              | 1   | 2  | 0  | 5  | 0  | 19  | 1   | 0.05 |      |
| 1.ª                               | 2008-09         | 25              | 2   | 4  | 1  | 11 | 1  | 40  | 4   | 0.1  |      |
| 1.ª                               | 2009-10         | 17              | 3   | 3  | 0  | 6  | 1  | 26  | 4   | 0.15 |      |
| 1.ª                               | 2010-11         | 15              | 5   | 4  | 2  | 9  | 1  | 28  | 8   | 0.29 |      |
| 1.ª                               | 2011-12         | 17              | 2   | 4  | 1  | 7  | 0  | 28  | 3   | 0.11 |      |
| Total club                        | Total club      | 133             | 19  | 27 | 5  | 45 | 3  | 205 | 27  | 0.13 |      |
| Queens Park Rangers Inglaterra    | 1.ª             | 2012-13         | 20  | 0  | 5  | 0  | 0  | 0   | 25  | 0    | 0    |
| Queens Park Rangers Inglaterra    | Total club      | Total club      | 20  | 0  | 5  | 0  | 0  | 0   | 25  | 0    | 0    |
| P. S. V. Eindhoven · Países Bajos | 1.ª             | 2013-14         | 23  | 2  | 0  | 0  | 4  | 0   | 27  | 2    | 0.07 |
| P. S. V. Eindhoven · Países Bajos | Total club      | Total club      | 23  | 2  | 0  | 0  | 4  | 0   | 119 | 19   | 0.07 |
| Total carrera                     | Total carrera   | Total carrera   | 316 | 45 | 46 | 8  | 72 | 5   | 434 | 58   | 0.13 |
| 1. 2. 3.                          |                 |                 |     |    |    |    |    |     |     |      |      |

### Selección nacional
| \| Fecha \| Ciudad \| Local \| Resultado \| Visitante \| Competencia \| Goles \| \| ---------- \| ---------------- \| ---------------------- \| --------- \| ---------------------- \| -------------------------------- \| ----- \| \| 05-04-2000 \| Seúl \| Corea del Sur \| 9-0 \| Laos \| Clasificación Copa Asiática 2000 \| 0 \| \| 07-04-2000 \| Seúl \| Corea del Sur \| 6-0 \| Mongolia \| Clasificación Copa Asiática 2000 \| 0 \| \| 09-04-2000 \| Seúl \| Corea del Sur \| 4-0 \| Birmania \| Clasificación Copa Asiática 2000 \| 0 \| \| 28-05-2000 \| Seúl \| Corea del Sur \| 0-0 \| Yugoslavia \| Amistoso \| 0 \| \| 30-05-2000 \| Sungnam \| Corea del Sur \| 0-0 \| Yugoslavia \| Amistoso \| 0 \| \| 07-06-2000 \| Teherán \| Corea del Sur \| 2-1 \| Macedonia del Norte \| Amistoso \| 1 \| \| 09-06-2000 \| Teherán \| Corea del Sur \| 1-0 \| Egipto \| Amistoso \| 0 \| \| 04-10-2000 \| Dubái \| Emiratos Árabes Unidos \| 1-1 / 3-2 \| Corea del Sur \| Amistoso \| 0 \| \| 07-10-2000 \| Dubái \| Corea del Sur \| 4-2 \| Australia \| Amistoso \| 0 \| \| 13-10-2000 \| Trípoli \| Corea del Sur \| 2-2 \| China \| Copa Asiática 2000 \| 0 \| \| 19-10-2000 \| Beirut \| Corea del Sur \| 3-0 \| Indonesia \| Copa Asiática 2000 \| 0 \| \| 23-10-2000 \| Trípoli \| Irán \| 1-2 \| Corea del Sur \| Copa Asiática 2000 \| 0 \| \| 26-10-2000 \| Beirut \| Corea del Sur \| 1-2 \| Arabia Saudita \| Copa Asiática 2000 \| 0 \| \| 29-10-2000 \| Beirut \| Corea del Sur \| 1-0 \| China \| Copa Asiática 2000 \| 0 \| \| 20-12-2000 \| Tokio \| Japón \| 1-1 \| Corea del Sur \| Amistoso \| 0 \| \| 24-01-2001 \| Hong Kong \| Corea del Sur \| 2-3 \| Noruega \| Amistoso \| 0 \| \| 27-01-2001 \| Hong Kong \| Corea del Sur \| 1-1 / 6-5 \| Paraguay \| Amistoso \| 0 \| \| 11-02-2001 \| Dubái \| Emiratos Árabes Unidos \| 1-4 \| Corea del Sur \| Amistoso \| 0 \| \| 24-04-2001 \| El Cairo \| Corea del Sur \| 1-0 \| Irán \| Amistoso \| 0 \| \| 26-04-2001 \| El Cairo \| Egipto \| 1-2 \| Corea del Sur \| Amistoso \| 0 \| \| 25-05-2001 \| Suwon \| Corea del Sur \| 0-0 \| Camerún \| Amistoso \| 0 \| \| 30-05-2001 \| Daegu \| Francia \| 5-0 \| Corea del Sur \| Copa Confederaciones 2001 \| 0 \| \| 01-06-2001 \| Ulsan \| Corea del Sur \| 2-1 \| México \| Copa Confederaciones 2001 \| 0 \| \| 03-06-2001 \| Suwon \| Corea del Sur \| 1-0 \| Australia \| Copa Confederaciones 2001 \| 0 \| \| 09-12-2001 \| Seogwipo \| Corea del Sur \| 1-0 \| Estados Unidos \| Amistoso \| 0 \| \| 19-01-2002 \| Los Ángeles \| Estados Unidos \| 1-0 \| Corea del Sur \| Copa de Oro 2002 \| 0 \| \| 23-01-2002 \| Los Ángeles \| Corea del Sur \| 0-0 \| Cuba \| Copa de Oro 2002 \| 0 \| \| 27-01-2002 \| Los Ángeles \| México \| 0-0 / 2-4 \| Corea del Sur \| Copa de Oro 2002 \| 0 \| \| 26-03-2002 \| Bochum \| Corea del Sur \| 0-0 \| Turquía \| Amistoso \| 0 \| \| 27-04-2002 \| Incheon \| Corea del Sur \| 0-0 \| China \| Amistoso \| 0 \| \| 16-05-2002 \| Busan \| Corea del Sur \| 4-1 \| Escocia \| Amistoso \| 0 \| \| 21-05-2002 \| Seogwipo \| Corea del Sur \| 1-1 \| Inglaterra \| Amistoso \| 1 \| \| 26-05-2002 \| Suwon \| Corea del Sur \| 2-3 \| Francia \| Amistoso \| 1 \| \| 04-06-2002 \| Busan \| Corea del Sur \| 2-0 \| Polonia \| Copa Mundial de Fútbol de 2002 \| 0 \| \| 10-06-2002 \| Daegu \| Corea del Sur \| 1-1 \| Estados Unidos \| Copa Mundial de Fútbol de 2002 \| 0 \| \| 14-06-2002 \| Incheon \| Portugal \| 0-1 \| Corea del Sur \| Copa Mundial de Fútbol de 2002 \| 1 \| \| 18-06-2002 \| Daejun \| Corea del Sur \| 2-1 \| Italia \| Copa Mundial de Fútbol de 2002 \| 0 \| \| 22-06-2002 \| Gwangju \| España \| 0-0 / 3-5 \| Corea del Sur \| Copa Mundial de Fútbol de 2002 \| 0 \| \| 25-06-2002 \| Seúl \| Alemania \| 1-0 \| Corea del Sur \| Copa Mundial de Fútbol de 2002 \| 0 \| \| 29-06-2002 \| Daegu \| Corea del Sur \| 2-3 \| Turquía \| Copa Mundial de Fútbol de 2002 \| 0 \| \| 18-11-2003 \| Seúl \| Corea del Sur \| 0-1 \| Bulgaria \| Copa Mundial de Fútbol de 2002 \| 0 \| \| 14-02-2004 \| Ulsan \| Corea del Sur \| 5-0 \| Omán \| Amistoso \| 0 \| \| 18-02-2004 \| Suwon \| Corea del Sur \| 2-0 \| Líbano \| Clasificación Mundial 2006 \| 0 \| \| 09-06-2004 \| Daejun \| Corea del Sur \| 2-0 \| Vietnam \| Clasificación Mundial 2006 \| 0 \| \| 14-07-2004 \| Seúl \| Corea del Sur \| 1-1 \| Trinidad y Tobago \| Amistoso \| 0 \| \| 23-07-2004 \| Jinan \| Emiratos Árabes Unidos \| 0-2 \| Corea del Sur \| Copa Asiática 2004 \| 0 \| \| 27-07-2004 \| Jinan \| Corea del Sur \| 4-0 \| Kuwait \| Copa Asiática 2004 \| 0 \| \| 31-07-2004 \| Jinan \| Corea del Sur \| 3-4 \| Irán \| Copa Asiática 2004 \| 0 \| \| 17-11-2004 \| Seúl \| Corea del Sur \| 2-0 \| Maldivas \| Clasificación Mundial 2006 \| 0 \| \| 09-02-2005 \| Seúl \| Corea del Sur \| 2-0 \| Kuwait \| Clasificación Mundial 2006 \| 0 \| \| 25-03-2005 \| Dammam \| Arabia Saudita \| 2-0 \| Corea del Sur \| Clasificación Mundial 2006 \| 0 \| \| 30-03-2005 \| Seúl \| Corea del Sur \| 2-1 \| Uzbekistán \| Clasificación Mundial 2006 \| 0 \| \| 03-06-2005 \| Taskent \| Uzbekistán \| 1-1 \| Corea del Sur \| Clasificación Mundial 2006 \| 0 \| \| 08-06-2005 \| Kuwait \| Kuwait \| 0-4 \| Corea del Sur \| Clasificación Mundial 2006 \| 1 \| \| 12-10-2005 \| Seúl \| Corea del Sur \| 2-0 \| Irán \| Amistoso \| 0 \| \| 12-11-2005 \| Seúl \| Corea del Sur \| 2-2 \| Suecia \| Amistoso \| 0 \| \| 16-11-2005 \| Seúl \| Corea del Sur \| 2-0 \| Serbia y Montenegro \| Amistoso \| 0 \| \| 26-05-2006 \| Seúl \| Corea del Sur \| 2-0 \| Bosnia y Herzegovina \| Amistoso \| 0 \| \| 04-06-2006 \| Edimburgo \| Corea del Sur \| 1-3 \| Ghana \| Amistoso \| 0 \| \| 13-06-2006 \| Fráncfort \| Corea del Sur \| 2-1 \| Togo \| Copa Mundial de Fútbol de 2006 \| 0 \| \| 18-06-2006 \| Leipzig \| Francia \| 1-1 \| Corea del Sur \| Copa Mundial de Fútbol de 2006 \| 1 \| \| 23-06-2006 \| Hannover \| Suiza \| 2-0 \| Corea del Sur \| Copa Mundial de Fútbol de 2006 \| 0 \| \| 02-09-2006 \| Seúl \| Corea del Sur \| 1-1 \| Irán \| Clasificación Copa Asiática 2007 \| 0 \| \| 06-09-2006 \| Suwon \| Corea del Sur \| 8-0 \| China Taipéi \| Clasificación Copa Asiática 2007 \| 0 \| \| 08-10-2006 \| Seúl \| Corea del Sur \| 1-3 \| Ghana \| Amistoso \| 0 \| \| 06-02-2007 \| Londres \| Grecia \| 0-1 \| Corea del Sur \| Amistoso \| 0 \| \| 24-03-2007 \| Seúl \| Corea del Sur \| 0-2 \| Uruguay \| Amistoso \| 0 \| \| 06-02-2008 \| Seúl \| Corea del Sur \| 4-0 \| Turkmenistán \| Clasificación Mundial 2010 \| 0 \| \| 26-03-2008 \| Shanghái \| Corea del Norte \| 0-0 \| Corea del Sur \| Clasificación Mundial 2010 \| 1 \| \| 31-05-2008 \| Seúl \| Corea del Sur \| 2-2 \| Jordania \| Clasificación Mundial 2010 \| 1 \| \| 07-06-2008 \| Amán \| Jordania \| 0-1 \| Corea del Sur \| Clasificación Mundial 2010 \| 0 \| \| 11-10-2008 \| Suwon \| Corea del Sur \| 3-0 \| Uzbekistán \| Amistoso \| 0 \| \| 15-10-2008 \| Seúl \| Corea del Sur \| 4-1 \| Emiratos Árabes Unidos \| Clasificación Mundial 2010 \| 1 \| \| 19-11-2008 \| Riad \| Arabia Saudita \| 0-2 \| Corea del Sur \| Clasificación Mundial 2010 \| 0 \| \| 11-02-2009 \| Teherán \| Irán \| 1-1 \| Corea del Sur \| Clasificación Mundial 2010 \| 1 \| \| 28-03-2009 \| Suwon \| Corea del Sur \| 2-1 \| Irak \| Amistoso \| 0 \| \| 01-04-2009 \| Seúl \| Corea del Sur \| 1-0 \| Corea del Norte \| Clasificación Mundial 2010 \| 0 \| \| 06-06-2009 \| Dubái \| Emiratos Árabes Unidos \| 0-2 \| Corea del Sur \| Clasificación Mundial 2010 \| 0 \| \| 10-06-2009 \| Seúl \| Corea del Sur \| 0-0 \| Arabia Saudita \| Clasificación Mundial 2010 \| 0 \| \| 17-06-2009 \| Seúl \| Corea del Sur \| 1-1 \| Irán \| Clasificación Mundial 2010 \| 1 \| \| 05-09-2009 \| Seúl \| Corea del Sur \| 3-1 \| Australia \| Amistoso \| 0 \| \| 14-10-2009 \| Seúl \| Corea del Sur \| 2-0 \| Senegal \| Amistoso \| 0 \| \| 14-11-2009 \| Esbjerg \| Dinamarca \| 0-0 \| Corea del Sur \| Amistoso \| 0 \| \| 18-11-2009 \| Londres \| Corea del Sur \| 0-1 \| Serbia \| Amistoso \| 0 \| \| 03-03-2010 \| Londres \| Costa de Marfil \| 0-2 \| Corea del Sur \| Amistoso \| 0 \| \| 16-05-2010 \| Seúl \| Corea del Sur \| 2-0 \| Ecuador \| Amistoso \| 0 \| \| 24-05-2010 \| Saitama \| Japón \| 0-2 \| Corea del Sur \| Amistoso \| 1 \| \| 30-05-2010 \| Kufstein \| Bielorrusia \| 1-0 \| Corea del Sur \| Amistoso \| 0 \| \| 12-06-2010 \| Port Elizabeth \| Corea del Sur \| 2-0 \| Grecia \| Copa Mundial de Fútbol de 2010 \| 1 \| \| 17-06-2010 \| Johannesburgo \| Argentina \| 4-1 \| Corea del Sur \| Copa Mundial de Fútbol de 2010 \| 0 \| \| 22-06-2010 \| Durban \| Nigeria \| 2-2 \| Corea del Sur \| Copa Mundial de Fútbol de 2010 \| 0 \| \| 26-06-2010 \| Puerto Elizabeth \| Uruguay \| 2-1 \| Corea del Sur \| Copa Mundial de Fútbol de 2010 \| 0 \| \| 11-08-2010 \| Suwon \| Corea del Sur \| 2-1 \| Nigeria \| Amistoso \| 0 \| \| 07-09-2010 \| Seúl \| Corea del Sur \| 0-1 \| Irán \| Amistoso \| 0 \| \| 30-12-2010 \| Abu Dabi \| Corea del Sur \| 1-0 \| Siria \| Amistoso \| 0 \| \| 10-01-2011 \| Doha \| Corea del Sur \| 2-1 \| Baréin \| Copa Asiática 2011 \| 0 \| \| 14-01-2011 \| Doha \| Australia \| 1-1 \| Corea del Sur \| Copa Asiática 2011 \| 0 \| \| 18-01-2011 \| Doha \| Corea del Sur \| 4-1 \| India \| Copa Asiática 2011 \| 0 \| \| 22-01-2011 \| Doha \| Irán \| 0-1 \| Corea del Sur \| Copa Asiática 2011 \| 0 \| \| 25-01-2011 \| Doha \| Japón \| 2-2 / 3-0 \| Corea del Sur \| Copa Asiática 2011 \| 0 \| \| Total \| \| Presencias \| 100 \| \| Goles \| 13 \| |                  |                        |           |                        |                                  |       |
| Fecha | Ciudad           | Local                  | Resultado | Visitante              | Competencia                      | Goles |
| 05-04-2000 | Seúl             | Corea del Sur          | 9-0       | Laos                   | Clasificación Copa Asiática 2000 | 0     |
| 07-04-2000 | Seúl             | Corea del Sur          | 6-0       | Mongolia               | Clasificación Copa Asiática 2000 | 0     |
| 09-04-2000 | Seúl             | Corea del Sur          | 4-0       | Birmania               | Clasificación Copa Asiática 2000 | 0     |
| 28-05-2000 | Seúl             | Corea del Sur          | 0-0       | Yugoslavia             | Amistoso                         | 0     |
| 30-05-2000 | Sungnam          | Corea del Sur          | 0-0       | Yugoslavia             | Amistoso                         | 0     |
| 07-06-2000 | Teherán          | Corea del Sur          | 2-1       | Macedonia del Norte    | Amistoso                         | 1     |
| 09-06-2000 | Teherán          | Corea del Sur          | 1-0       | Egipto                 | Amistoso                         | 0     |
| 04-10-2000 | Dubái            | Emiratos Árabes Unidos | 1-1 / 3-2 | Corea del Sur          | Amistoso                         | 0     |
| 07-10-2000 | Dubái            | Corea del Sur          | 4-2       | Australia              | Amistoso                         | 0     |
| 13-10-2000 | Trípoli          | Corea del Sur          | 2-2       | China                  | Copa Asiática 2000               | 0     |
| 19-10-2000 | Beirut           | Corea del Sur          | 3-0       | Indonesia              | Copa Asiática 2000               | 0     |
| 23-10-2000 | Trípoli          | Irán                   | 1-2       | Corea del Sur          | Copa Asiática 2000               | 0     |
| 26-10-2000 | Beirut           | Corea del Sur          | 1-2       | Arabia Saudita         | Copa Asiática 2000               | 0     |
| 29-10-2000 | Beirut           | Corea del Sur          | 1-0       | China                  | Copa Asiática 2000               | 0     |
| 20-12-2000 | Tokio            | Japón                  | 1-1       | Corea del Sur          | Amistoso                         | 0     |
| 24-01-2001 | Hong Kong        | Corea del Sur          | 2-3       | Noruega                | Amistoso                         | 0     |
| 27-01-2001 | Hong Kong        | Corea del Sur          | 1-1 / 6-5 | Paraguay               | Amistoso                         | 0     |
| 11-02-2001 | Dubái            | Emiratos Árabes Unidos | 1-4       | Corea del Sur          | Amistoso                         | 0     |
| 24-04-2001 | El Cairo         | Corea del Sur          | 1-0       | Irán                   | Amistoso                         | 0     |
| 26-04-2001 | El Cairo         | Egipto                 | 1-2       | Corea del Sur          | Amistoso                         | 0     |
| 25-05-2001 | Suwon            | Corea del Sur          | 0-0       | Camerún                | Amistoso                         | 0     |
| 30-05-2001 | Daegu            | Francia                | 5-0       | Corea del Sur          | Copa Confederaciones 2001        | 0     |
| 01-06-2001 | Ulsan            | Corea del Sur          | 2-1       | México                 | Copa Confederaciones 2001        | 0     |
| 03-06-2001 | Suwon            | Corea del Sur          | 1-0       | Australia              | Copa Confederaciones 2001        | 0     |
| 09-12-2001 | Seogwipo         | Corea del Sur          | 1-0       | Estados Unidos         | Amistoso                         | 0     |
| 19-01-2002 | Los Ángeles      | Estados Unidos         | 1-0       | Corea del Sur          | Copa de Oro 2002                 | 0     |
| 23-01-2002 | Los Ángeles      | Corea del Sur          | 0-0       | Cuba                   | Copa de Oro 2002                 | 0     |
| 27-01-2002 | Los Ángeles      | México                 | 0-0 / 2-4 | Corea del Sur          | Copa de Oro 2002                 | 0     |
| 26-03-2002 | Bochum           | Corea del Sur          | 0-0       | Turquía                | Amistoso                         | 0     |
| 27-04-2002 | Incheon          | Corea del Sur          | 0-0       | China                  | Amistoso                         | 0     |
| 16-05-2002 | Busan            | Corea del Sur          | 4-1       | Escocia                | Amistoso                         | 0     |
| 21-05-2002 | Seogwipo         | Corea del Sur          | 1-1       | Inglaterra             | Amistoso                         | 1     |
| 26-05-2002 | Suwon            | Corea del Sur          | 2-3       | Francia                | Amistoso                         | 1     |
| 04-06-2002 | Busan            | Corea del Sur          | 2-0       | Polonia                | Copa Mundial de Fútbol de 2002   | 0     |
| 10-06-2002 | Daegu            | Corea del Sur          | 1-1       | Estados Unidos         | Copa Mundial de Fútbol de 2002   | 0     |
| 14-06-2002 | Incheon          | Portugal               | 0-1       | Corea del Sur          | Copa Mundial de Fútbol de 2002   | 1     |
| 18-06-2002 | Daejun           | Corea del Sur          | 2-1       | Italia                 | Copa Mundial de Fútbol de 2002   | 0     |
| 22-06-2002 | Gwangju          | España                 | 0-0 / 3-5 | Corea del Sur          | Copa Mundial de Fútbol de 2002   | 0     |
| 25-06-2002 | Seúl             | Alemania               | 1-0       | Corea del Sur          | Copa Mundial de Fútbol de 2002   | 0     |
| 29-06-2002 | Daegu            | Corea del Sur          | 2-3       | Turquía                | Copa Mundial de Fútbol de 2002   | 0     |
| 18-11-2003 | Seúl             | Corea del Sur          | 0-1       | Bulgaria               | Copa Mundial de Fútbol de 2002   | 0     |
| 14-02-2004 | Ulsan            | Corea del Sur          | 5-0       | Omán                   | Amistoso                         | 0     |
| 18-02-2004 | Suwon            | Corea del Sur          | 2-0       | Líbano                 | Clasificación Mundial 2006       | 0     |
| 09-06-2004 | Daejun           | Corea del Sur          | 2-0       | Vietnam                | Clasificación Mundial 2006       | 0     |
| 14-07-2004 | Seúl             | Corea del Sur          | 1-1       | Trinidad y Tobago      | Amistoso                         | 0     |
| 23-07-2004 | Jinan            | Emiratos Árabes Unidos | 0-2       | Corea del Sur          | Copa Asiática 2004               | 0     |
| 27-07-2004 | Jinan            | Corea del Sur          | 4-0       | Kuwait                 | Copa Asiática 2004               | 0     |
| 31-07-2004 | Jinan            | Corea del Sur          | 3-4       | Irán                   | Copa Asiática 2004               | 0     |
| 17-11-2004 | Seúl             | Corea del Sur          | 2-0       | Maldivas               | Clasificación Mundial 2006       | 0     |
| 09-02-2005 | Seúl             | Corea del Sur          | 2-0       | Kuwait                 | Clasificación Mundial 2006       | 0     |
| 25-03-2005 | Dammam           | Arabia Saudita         | 2-0       | Corea del Sur          | Clasificación Mundial 2006       | 0     |
| 30-03-2005 | Seúl             | Corea del Sur          | 2-1       | Uzbekistán             | Clasificación Mundial 2006       | 0     |
| 03-06-2005 | Taskent          | Uzbekistán             | 1-1       | Corea del Sur          | Clasificación Mundial 2006       | 0     |
| 08-06-2005 | Kuwait           | Kuwait                 | 0-4       | Corea del Sur          | Clasificación Mundial 2006       | 1     |
| 12-10-2005 | Seúl             | Corea del Sur          | 2-0       | Irán                   | Amistoso                         | 0     |
| 12-11-2005 | Seúl             | Corea del Sur          | 2-2       | Suecia                 | Amistoso                         | 0     |
| 16-11-2005 | Seúl             | Corea del Sur          | 2-0       | Serbia y Montenegro    | Amistoso                         | 0     |
| 26-05-2006 | Seúl             | Corea del Sur          | 2-0       | Bosnia y Herzegovina   | Amistoso                         | 0     |
| 04-06-2006 | Edimburgo        | Corea del Sur          | 1-3       | Ghana                  | Amistoso                         | 0     |
| 13-06-2006 | Fráncfort        | Corea del Sur          | 2-1       | Togo                   | Copa Mundial de Fútbol de 2006   | 0     |
| 18-06-2006 | Leipzig          | Francia                | 1-1       | Corea del Sur          | Copa Mundial de Fútbol de 2006   | 1     |
| 23-06-2006 | Hannover         | Suiza                  | 2-0       | Corea del Sur          | Copa Mundial de Fútbol de 2006   | 0     |
| 02-09-2006 | Seúl             | Corea del Sur          | 1-1       | Irán                   | Clasificación Copa Asiática 2007 | 0     |
| 06-09-2006 | Suwon            | Corea del Sur          | 8-0       | China Taipéi           | Clasificación Copa Asiática 2007 | 0     |
| 08-10-2006 | Seúl             | Corea del Sur          | 1-3       | Ghana                  | Amistoso                         | 0     |
| 06-02-2007 | Londres          | Grecia                 | 0-1       | Corea del Sur          | Amistoso                         | 0     |
| 24-03-2007 | Seúl             | Corea del Sur          | 0-2       | Uruguay                | Amistoso                         | 0     |
| 06-02-2008 | Seúl             | Corea del Sur          | 4-0       | Turkmenistán           | Clasificación Mundial 2010       | 0     |
| 26-03-2008 | Shanghái         | Corea del Norte        | 0-0       | Corea del Sur          | Clasificación Mundial 2010       | 1     |
| 31-05-2008 | Seúl             | Corea del Sur          | 2-2       | Jordania               | Clasificación Mundial 2010       | 1     |
| 07-06-2008 | Amán             | Jordania               | 0-1       | Corea del Sur          | Clasificación Mundial 2010       | 0     |
| 11-10-2008 | Suwon            | Corea del Sur          | 3-0       | Uzbekistán             | Amistoso                         | 0     |
| 15-10-2008 | Seúl             | Corea del Sur          | 4-1       | Emiratos Árabes Unidos | Clasificación Mundial 2010       | 1     |
| 19-11-2008 | Riad             | Arabia Saudita         | 0-2       | Corea del Sur          | Clasificación Mundial 2010       | 0     |
| 11-02-2009 | Teherán          | Irán                   | 1-1       | Corea del Sur          | Clasificación Mundial 2010       | 1     |
| 28-03-2009 | Suwon            | Corea del Sur          | 2-1       | Irak                   | Amistoso                         | 0     |
| 01-04-2009 | Seúl             | Corea del Sur          | 1-0       | Corea del Norte        | Clasificación Mundial 2010       | 0     |
| 06-06-2009 | Dubái            | Emiratos Árabes Unidos | 0-2       | Corea del Sur          | Clasificación Mundial 2010       | 0     |
| 10-06-2009 | Seúl             | Corea del Sur          | 0-0       | Arabia Saudita         | Clasificación Mundial 2010       | 0     |
| 17-06-2009 | Seúl             | Corea del Sur          | 1-1       | Irán                   | Clasificación Mundial 2010       | 1     |
| 05-09-2009 | Seúl             | Corea del Sur          | 3-1       | Australia              | Amistoso                         | 0     |
| 14-10-2009 | Seúl             | Corea del Sur          | 2-0       | Senegal                | Amistoso                         | 0     |
| 14-11-2009 | Esbjerg          | Dinamarca              | 0-0       | Corea del Sur          | Amistoso                         | 0     |
| 18-11-2009 | Londres          | Corea del Sur          | 0-1       | Serbia                 | Amistoso                         | 0     |
| 03-03-2010 | Londres          | Costa de Marfil        | 0-2       | Corea del Sur          | Amistoso                         | 0     |
| 16-05-2010 | Seúl             | Corea del Sur          | 2-0       | Ecuador                | Amistoso                         | 0     |
| 24-05-2010 | Saitama          | Japón                  | 0-2       | Corea del Sur          | Amistoso                         | 1     |
| 30-05-2010 | Kufstein         | Bielorrusia            | 1-0       | Corea del Sur          | Amistoso                         | 0     |
| 12-06-2010 | Port Elizabeth   | Corea del Sur          | 2-0       | Grecia                 | Copa Mundial de Fútbol de 2010   | 1     |
| 17-06-2010 | Johannesburgo    | Argentina              | 4-1       | Corea del Sur          | Copa Mundial de Fútbol de 2010   | 0     |
| 22-06-2010 | Durban           | Nigeria                | 2-2       | Corea del Sur          | Copa Mundial de Fútbol de 2010   | 0     |
| 26-06-2010 | Puerto Elizabeth | Uruguay                | 2-1       | Corea del Sur          | Copa Mundial de Fútbol de 2010   | 0     |
| 11-08-2010 | Suwon            | Corea del Sur          | 2-1       | Nigeria                | Amistoso                         | 0     |
| 07-09-2010 | Seúl             | Corea del Sur          | 0-1       | Irán                   | Amistoso                         | 0     |
| 30-12-2010 | Abu Dabi         | Corea del Sur          | 1-0       | Siria                  | Amistoso                         | 0     |
| 10-01-2011 | Doha             | Corea del Sur          | 2-1       | Baréin                 | Copa Asiática 2011               | 0     |
| 14-01-2011 | Doha             | Australia              | 1-1       | Corea del Sur          | Copa Asiática 2011               | 0     |
| 18-01-2011 | Doha             | Corea del Sur          | 4-1       | India                  | Copa Asiática 2011               | 0     |
| 22-01-2011 | Doha             | Irán                   | 0-1       | Corea del Sur          | Copa Asiática 2011               | 0     |
| 25-01-2011 | Doha             | Japón                  | 2-2 / 3-0 | Corea del Sur          | Copa Asiática 2011               | 0     |
| Total |                  | Presencias             | 100       |                        | Goles                            | 13    |

### Resumen estadístico
| Competición           | Partidos | Goles | Promedio |
| --------------------- | -------- | ----- | -------- |
| Liga                  | 316      | 45    | 0.14     |
| Copas nacionales      | 46       | 8     | 0.17     |
| Copas internacionales | 72       | 5     | 0.07     |
| Selección Surcoreana  | 100      | 13    | 0.13     |
| Total                 | 534      | 71    | 0.13     |

## Palmarés

### Títulos nacionales
| Título                        | Club               | País         | Año     |
| ----------------------------- | ------------------ | ------------ | ------- |
| J2 League                     | Kyoto Sanga        | Japón        | 2001    |
| Copa del Emperador            | Kyoto Sanga        | Japón        | 2002    |
| Eredivisie                    | P. S. V. Eindhoven | Países Bajos | 2002-03 |
| Supercopa de los Países Bajos | P. S. V. Eindhoven | Países Bajos | 2003    |
| Eredivisie                    | P. S. V. Eindhoven | Países Bajos | 2004-05 |
| Copa de los Países Bajos      | P. S. V. Eindhoven | Países Bajos | 2004-05 |
| Copa de la Liga de Inglaterra | Manchester United  | Inglaterra   | 2005-06 |
| Premier League                | Manchester United  | Inglaterra   | 2006-07 |
| Community Shield              | Manchester United  | Inglaterra   | 2007    |
| Premier League                | Manchester United  | Inglaterra   | 2007-08 |
| Community Shield              | Manchester United  | Inglaterra   | 2008    |
| Premier League                | Manchester United  | Inglaterra   | 2008-09 |
| Copa de la Liga de Inglaterra | Manchester United  | Inglaterra   | 2008-09 |
| Copa de la Liga de Inglaterra | Manchester United  | Inglaterra   | 2009-10 |
| Community Shield              | Manchester United  | Inglaterra   | 2010    |
| Premier League                | Manchester United  | Inglaterra   | 2010-11 |
| Community Shield              | Manchester United  | Inglaterra   | 2011    |

### Títulos internacionales
| Título                       | Club              | País       | Año     |
| ---------------------------- | ----------------- | ---------- | ------- |
| Liga de Campeones de la UEFA | Manchester United | Inglaterra | 2007-08 |
| Copa Mundial de Clubes       | Manchester United | Inglaterra | 2008    |

### Distinciones individuales
| Distinción                                                     | Año  |
| -------------------------------------------------------------- | ---- |
| KFA Award al Gol del Año.                                      | 2002 |
| Mejor Futbolista de la Copa de la Paz.                         | 2003 |
| KFA Award al Gol del Año.                                      | 2010 |
| Futbolista Surcoreano del Año.                                 | 2010 |
| Quality Player de la Copa Asiática.                            | 2011 |
| Jugador más valioso del Juego de las Estrellas de la MLS.      | 2011 |
| Jugador más valioso del Juego de las Estrellas de la K League. | 2014 |
| Grandes Jugadores de la AFC de la Copa Mundial de Fútbol.      | 2020 |
| Equipo Ideal de la AFC de la Copa Mundial de Fútbol.           | 2020 |
| Equipo Ideal de Asia.                                          | 2021 |

## Vida privada

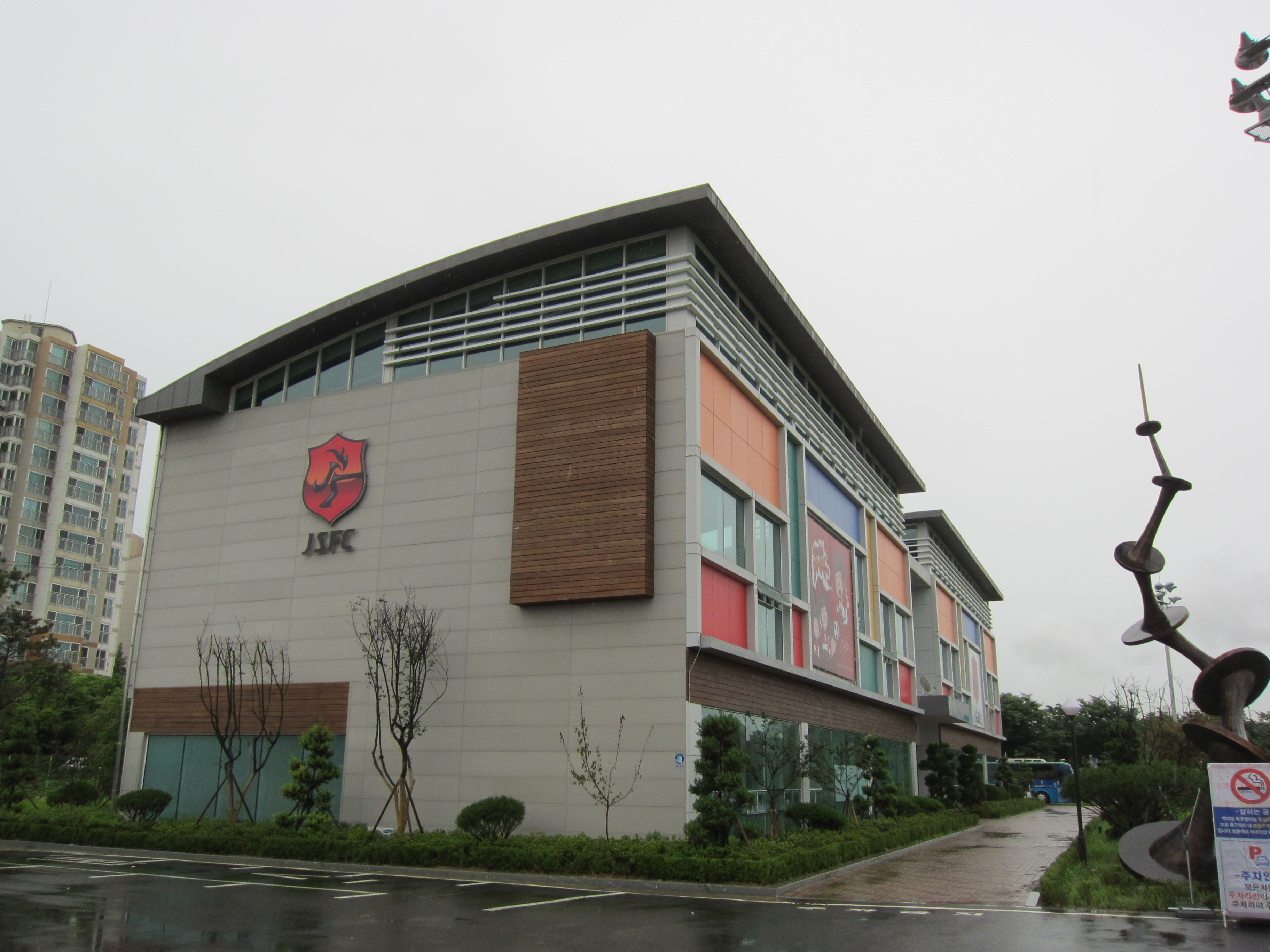
Sede de la escuela de fútbol de Park Ji-sung.

Park Ji-sung nació el 25 de febrero de 1981 en Seúl, pero su familia registró su nacimiento en Goheung-gun (Jeolla del Sur), que es la ciudad natal de su padre y se crio en Suwon, donde existe una calle que lleva su nombre. Es hijo de Sung-jong y de Myung-ja, quienes se conocieron mientras trabajaban en una fábrica de metal. Park mantuvo en gran medida su vida personal fuera de los focos y sorprendió a los medios de comunicación al anunciar su boda con la exreportera de televisión Kim Min-ji en su rueda de prensa de jubilación. Se casaron el 27 de julio de 2014 en Corea del Sur, y tienen una hija y un hijo. Park es budista. Ha identificado al excentrocampista de contención brasileño Dunga como su ídolo futbolístico en sus primeros años.
Park posee una empresa llamada JS Limited, la cual se encarga de cuidar el talento en desarrollo y ha invertido trece millones de euros en Star Plaza, un complejo ubicado en su provincia natal Gyeonggi, donde además construyó una casa para sus padres y una escuela de fútbol. En la Copa Mundial de Fútbol de 2006 formó parte de la campaña de la Unicef y la FIFA llamada Unidos por la Infancia, Unidos por la Paz para abordar los problemas de violencia y discriminación contra los niños en diversas partes del mundo. Ese mismo año se realizó el lanzamiento de su libro autobiográfico denominado Infinite Challenge. En octubre de 2008, la revista surcoreana FourFourTwo lo nombró como la segunda persona más influyente en el fútbol de su país por detrás de Chung Mong-joon, exvicepresidente de la FIFA y presidente de la Asociación de Fútbol de Corea del Sur.
El Gobierno de Corea del Sur permitió que Park quedara exento del servicio militar obligatorio, al formar parte de la selección que finalizó cuarta en la Copa Mundial de Fútbol de 2002. Participó en el evento benéfico anual Asian Dream Cup con un equipo titulado «Park Ji-Sung and Friends». Entre sus compañeros profesionales que jugaron con él en el evento se encontraban los también internacionales surcoreanos Ahn Jung-hwan y Lee Chung-yong, el internacional norcoreano Jong Tae-se y su compañero de equipo del United y excapitán de Inglaterra Rio Ferdinand, mientras que entre las celebridades que también lo hicieron se encontraban los miembros del reparto del popular programa de variedades Running Man, como el actor Song Joong-ki, el cantante Kim Jong-kook y el rapero Garie. Por ello, la participación de Park en la edición de 2012 supuso su primera aparición en el programa a lo largo de tres episodios.
El 25 de julio de 2014, Park participó en el K League All-Star Game y fue nombrado el Jugador Más Valioso. El 5 de octubre de 2014, se anunció que asumiría un papel como embajador mundial del Manchester United. En 2016, fue seleccionado para participar en la 17.ª edición de The FIFA Master - International Master in Management, Law and Humanities of Sport con el fin de fomentar su ambición de trabajar en la administración deportiva. Se graduó del curso en julio de 2017. En junio de 2018, se convirtió en comentarista de fútbol de una emisora surcoreana, SBS, y comentó los partidos de Corea del Sur en la Copa Mundial de Fútbol de 2018. El 19 de enero de 2021, se unió a un club de la K League 1, el Jeonbuk Hyundai Motors, como asesor para ayudar en el sistema de selección y formación de jugadores. En un momento similar, anunció su dimisión como embajador del United. En diciembre de 2021, se reincorporó al Queens Park Rangers, entrenando al equipo sub-16 bajo la dirección del director técnico Chris Ramsey.

### Controversia
Durante su etapa en el Manchester United, el cántico para Park, Park, Park wherever you may be, incluía la controvertida letra en la que se generalizaba y menospreciaba a los coreanos por comer perros, lo que se consideró racista. Park, que en un principio desconocía el significado del cántico, aun así aceptó más tarde el cántico, ya que no tenía ninguna intención de hacer daño. El cántico, sin embargo, fue utilizado más tarde contra los jugadores surcoreanos Ji So-yun y Hwang Hee-chan por los aficionados del Manchester United, incluso después de la retirada de Park. Cuando participó en la campaña contra el racismo de un canal surcoreano de YouTube en 2020, los aficionados surcoreanos criticaron a Park por tolerar y permitir que el cántico racista se utilizara continuamente contra otros jugadores surcoreanos. Park aceptó las críticas e hizo un llamamiento a los aficionados del United para que dejaran de entonar su cántico en nombre de los jugadores y aficionados coreanos.